# Бяла река (област Велико Търново)
Вижте пояснителната страница за други значения на Бяла река.
Бяла река е село в Северна България. То се намира в община Сухиндол, област Велико Търново.

## География
Намира се на 2 км от язовир Александър Стамболийски, между селата Горско Косово и Горско Калугерово. По дължината на селото тече малка река, която се влива в река Росица.

## Население
Селото е населено от българи и цигани.

## Редовни събития
- Съборът на селото е на Димитровден (по стар стил), 8 ноември, и е дълбоко тачен
- Трифон Зарезан.

На 26 октомври 2008 година в с. Бяла река Област Велико Търново се извърши юбилейно честване от построяването на храма „Св. великомъченик Димитър Солунски Чудотворец“, построен през 1868 година.

## Личности
Родени в Бяла река
- Васил Попов, (1906-?), бивш кмет на Варна

## Кухня
Кайгана, белорешка баница, плакенда – вид баница характерна само за това село, катък, лученка, оризато, яйца по белорешки, куркудена чорба – свинска чорба със зелев сок, пате, кървавица, суджук, пражен ишумик, кюфтета от будама – кюфтета от кълцано месо, триенца – вид млечна каша характерна само за това село, притрийка, и още много вкусотии.